# Encyclia howardii
Encyclia howardii là một loài thực vật có hoa trong họ Lan. Loài này được (Ames & Correll) Hoehne mô tả khoa học đầu tiên năm 1952.